# Mental Cruelty
Mental Cruelty ist eine im Jahr 2015 gegründete Deathcore-/Death-Metal-Band aus Karlsruhe.

## Geschichte
Mental Cruelty wurde im Jahr 2015 in Karlsruhe gegründet und besteht nach mehreren Wechseln der Mitglieder aus den beiden Gitarristen Nahuel Lozano und Marvin Kessler, dem Bassisten Viktor Dick sowie dem Schlagzeuger Danny Straßer.
Bereits im Gründungsjahr veröffentlichte das damalige Quintett ein Demo unter dem Titel Sickening World im Eigenverlag. Es folgte nur ein Jahr darauf die Herausgabe der EP Pereat Mundus beim Kleinstlabel Ghastly Music. Nach einer Unterschrift bei Rising Nemesis Records erschien im Jahr 2018 das Debütalbum Purgatorium. Im Jahr 2019 unterschrieb Mental Cruelty einen Plattenvertrag mit dem US-amerikanischen Metallabel Unique Leader Records und brachte im gleichen Jahr den zweiten Longplayer mit dem Namen Inferis auf den Markt. Dieses Album wurde von Sky van Hoff produziert. Am 28. Mai 2021 erschien mit A Hill to Die Upon das inzwischen dritte vollwertige Album der Gruppe.
Am 2. März 2022 wurde bekannt gegeben, dass Mental Cruelty bei Century Media unterschrieben haben.
Ende März 2022 gab die Band bekannt, die Zusammenarbeit mit dem damaligen Sänger Schmerler zu beenden, nachdem mehrere anonyme Vorwürfe des sexuellen Missbrauchs gegen ihn auf Instagram veröffentlicht wurden. Schmerler veröffentlichte per Pressemitteilung eine Gegendarstellung, in der er allen Vorwürfen widersprach und öffentlich machte, dass er selbst, seine Freunde und Familie seit der anonymen Behauptungen bedroht werden würden.
Mit Lukas Nicolai wurde Anfang 2023 ein neuer Sänger vorgestellt. Im April wurde die Herausgabe des neuen Albums Zwielicht für den 23. Juni angekündigt.

## Stil
Laut Silas Dietrich von Metal1.info spielte Mental Cruelty auf ihren früheren Werken Slam Death Metal, während die Gruppe auf ihrem 2021 veröffentlichten dritten Studioalbum A Hill to Die Upon einen Schritt weiter geht, in Black-Metal-artige Gefilde eintaucht und wie ein hochwertiger Bastard aus Dimmu Borgir und Thy Art Is Murder klingt, ohne dabei die musikalischen Wurzeln zu verleugnen. Ähnlich wird die musikalische Entwicklung in einer Besprechung des dritten Studioalbums im Online-Musikmagazin Metal.de beschrieben: So spielte die Gruppe auf ihrem Debütalbum noch klassischen Deathcore mit Einsatz von genretypischen Stilmitteln wie Breakdowns und Doublebass. Auf dem zweiten Album erweiterte sich das musikalische Repertoire mit dem Nutzen von orchestralen Klängen, welche die Musik in noch finsterere Gefilde beförderte.

## Diskografie
- 2015: Sickening World (Demo, Eigenverlag)
- 2016: Pereat Mundus (EP, Ghastly Music)
- 2018: Purgatorium (Album, Rising Nemesis Records)
- 2019: Inferis (Album, Unique Leader Records)
- 2021: A Hill to Die Upon (Album, Unique Leader Records)
- 2023: Zwielicht (Album, Century Media)